# Peanut (Grauhörnchen)
Peanut (auch bekannt als P’Nut) war ein Grauhörnchen, das auf dem Sozialen Netzwerk Instagram über eine halbe Million Follower hatte. Am 30. Oktober 2024 wurde es von der Umweltschutzbehörde des US-Bundesstaates New York beschlagnahmt, nachdem die unrechtmäßige Haltung von Wildtieren als Haustiere gemeldet worden war. Am 2. November 2024 wurde bekannt gegeben, dass Peanut eingeschläfert worden sei. Der Fall erregte internationales Medieninteresse.

## Geschichte
Der US-Amerikaner Mark Longo fand nach eigenen Angaben das junge Grauhörnchen 2017 in New York City. Die Mutter des Jungtieres sei überfahren worden und das kleine Tier sei dann an Longos Bein hochgeklettert. Longo versuchte erfolglos, ein Tierheim für Peanut zu finden. Nachdem er sich acht Monate lang um ihn gekümmert hatte, versuchte Longo, ihn in seinem Garten freizulassen. Kurz darauf kam Peanut zurück; er hatte seinen halben Schwanz verloren, woraufhin Longo beschloss, das Tier zu behalten. Es lebte sieben Jahre lang in Longos Obhut. Während dieser Zeit erstellte Longo einen Instagram-Account, auf dem er Videos von Peanut teilte; bis Oktober 2024 hatte der Account über 500.000 Follower.
Seit 2023 betreiben Longo und seine Frau die Tierauffangstation P’Nuts Freedom Farm Animal Sanctuary. Die Longos tragen die Hälfte der Kosten des Tierheims, von denen der Großteil durch Peanuts Social-Media-Präsenz gesammelt wurde. Ihren Angaben zufolge hat das Tierheim bis November 2024 über 300 Tiere gerettet.
Nachdem der Umweltschutzbehörde des US-Bundesstaates New York (State Department of Environmental Conservation) die illegale Haltung von Wildtieren als Haustiere gemeldet worden war, wurde Peanut am 30. Oktober 2024 beschlagnahmt, zusammen mit dem Waschbären Fred. Eine am selben Tag gestartete Petition an die Regierung des Bundesstaates war am 1. November bereits von über 22.000 Menschen unterschrieben worden. Auch wurde auf GoFundMe eine Spendenaktion gestartet, um juristisch gegen die Umweltschutzbehörde vorzugehen.
Am 1. November 2024 wurde bekanntgegeben, dass beide Tiere eingeschläfert worden waren, da die Gefahr einer Tollwutinfektion bestanden habe. Eine an den Ermittlungen beteiligte Person sei von dem Grauhörnchen gebissen worden.
Am 12. November 2024 wurde das Testergebnis veröffentlicht: beide Tiere hatten keine Tollwut. Mark Longo kündigte rechtliche Schritte gegen die Behörden an. Am 13. November 2024 hatte die Spendenaktion zu diesem Zweck bereits über 230.000 US-Dollar eingesammelt.
Im US-Wahlkampf nutzten Republikaner die Empörung über den Tod des Grauhörnchens. JD Vance und Donald Trump sowie Elon Musk machten die US-Regierung dafür verantwortlich.